# Circular de Amásia

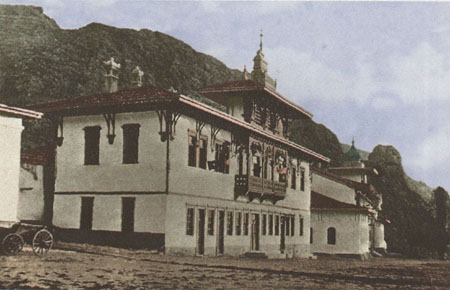
Caserna de Saraydüzü, em Amásia, onde a circular de Amásia foi preparada e telegrafada por toda a Turquia

A circular de Amásia (em turco: Amasya Genelgesi ou Amasya Tamimi) foi uma circular conjunta lançada em 22 de junho de 1919 em Amásia, na Turquia, por diversos políticos turcos, entre eles Mustafa Kemal Paxá, Rauf Orbay, Refet Bele e Ali Fuat Cebesoy, além de ter sido aprovado também por Kazım Karabekir, na cidade de Erzurum; é considerado o documento responsável por iniciar a Guerra de Independência Turca.
A circular, que foi distribuída por toda a Anatólia, declarou a independência e a integridade da Turquia em perigo, e convocou uma conferência nacional na cidade de Sivas (o Congresso de Sivas) e, antes disso, um congresso preparatório que reunia representantes das províncias orientais da Anatólia, realizado em Erzurum, em julho (o Congresso de Erzurum).